# Mother Lode (album)
Mother Lode è il quarto album in studio del duo musicale statunitense Loggins and Messina, pubblicato nel 1974.

## Tracce
Side 1
1. Growin' (Kenny Loggins, Ronnie Wilkins) – 2:39
2. Be Free (Jim Messina) – 7:01
3. Changes (Messina) – 3:53
4. Brighter Days (Loggins, Dona Lyn George) – 3:42
5. Time to Space (Loggins, George) – 5:48

Side 2
1. Lately My Love (Messina) – 3:32
2. Move On (Messina) – 7:29
3. Get a Hold (Loggins) – 3:37
4. Keep Me in Mind (Messina) – 3:38
5. Fever Dream (Loggins, Maury Muehleisen) – 3:03

## Formazione
- Kenny Loggins – voce, chitarra, armonica
- Jim Messina – voce, chitarra, mandolino
- Larry Sims – basso, cori, voce (in Keep Me in Mind)
- Merel Bregante – batteria, timbales, cori
- Jon Clarke – flauto, oboe, corno inglese, sassofono
- Al Garth – violin, flauto dolce, sassofono, clarinetto
- Chris Brooks – koto
- Milt Holland – percussioni
- Victor Feldman – percussioni
- David Paich – tastiera
- Don Roberts – flauto, sassofono, clarinetto
- David Wallace – sintetizzatore